# 東京理科大學
東京理科大學（日语：／ Tōkyō Rika daigaku），是一所校本部位於日本東京都新宿區神樂坂的私立大學。簡稱理科大、理大。
理科大是唯一有校友獲得諾貝爾獎的日本私立大学。

## 概要
東京理科大學前身，是由21位自東京大學畢業的理學學士於1881年所創立的「東京物理講習所」，1883年更名「東京物理學校」，1949年更名「東京理科大學」沿用至今。
夏目漱石的小說『哥儿』主角就是描寫在「物理学校」的生活、就是現在的東京理科大學。

- 萊頓大學世界大學論文引用排名（CWTS）：日本第10名（2014年）[1]
- 上海交大世界大學學術排名（ARWU）：第401-500名（2014年）[2]
- Nigel Ward 日本大學排名：第17名[3]（研究經費·論文引用率·入學難易度·聲望）

## 沿革
- 1881年（明治14年）
  - 6月13日 东京物理学讲习所的成立广告在郵便報知新聞上刊登[4]。
  - 9月11日 东京物理学讲习所借用私立稚松（わかまつ）小学（麹町区飯田町四丁目1番地）的校区成立。
  - 年末 校址转移到大藏省官吏簿記講習所（神田区錦町一丁目）。
- 1882年（明治15年）
  - 校址转移到進文学舎（本郷区元町二丁目）。
  - 11月 神田区今川小路三丁目9番地（現在的神田神保町三丁目）校舍取得，教員一同成為土地所有者。
- 1883年（明治16年）9月 学校改名为東京物理学校。
- 1884年（明治17年）9月15日 因颱風導致校舍損壞。共立統計学校（九段下牛ケ淵）旋即再次開課。
- 1885年（明治18年） 維持同盟規則。
- 1886年（明治19年）
  - 9月 向成立学舍（神田区駿河台淡路町）移轉。追加指導科目化学科；該科成為移轉校舍的理由。
  - 11月 向佛文会校舍（神田小川町1番地。現在の千代田区神田小川町二丁目）移轉該校舍是東京法学校所有、原勘工場的建築物；該校舍是向佛文会借用。日間由東京佛語学校使用、夜間由本校使用。
- 1888年（明治21年） 举行了首届毕业典礼。
- 1889年（明治22年）
  - 9月 初次設置日間部（間中中止）。
  - 11月 以2200日圓購入佛文会校舎。
- 1897年（明治30年）2月 日間部正式設置。
- 1906年（明治39年）7月 向神樂坂二丁目24番地的木造新校舎移轉。
- 1915年（大正4年）5月26日 財團法人東京物理学校設立。
- 1916年（大正5年）3月26日 向專門学校昇格。
- 1923年（大正12年）4月 日間部設置、第一部（日間部）與第二部（夜間部）二部制並行。
- 1928年（昭和3年）10月21日 寺尾文庫（圖書館的前身）敷設。
- 1937年（昭和12年）10月 旧1号館校舎投入建築。
- 1938年（昭和13年） 校章、制服、制帽制定。
- 1939年（昭和14年） 創立記念日、6月13日制定。
- 1940年（昭和15年） 校歌制定。
- 1942年（昭和17年） 購入東京都北多摩郡府中町字国分寺前、大学預科敷地（約6万m²）土地。
- 1943年（昭和18年） 購入八王子西中野町、廢織物工場與土地（約700坪）。後來成為農業理科学科的学生宿舍。
- 1944年（昭和19年） 根據文部省指示、無考試入学制度廢止。
- 1946年（昭和21年） 八王子郊外、農業理科学科的土地（約80,900坪）取得。
- 1948年（昭和23年） 八王子郊外的校地、因為自作農創設特別措置法被強制買入。
- 1949年（昭和24年）
  - 2月21日 伴隨学制改革東京理科大学設置[5]。理学部第一部（日間部）與理学部第二部（夜間部）設置。直到1951年、大学生（東京理科大学）與專門学校生（東京物理学校）混在一起。
  - 5月4日 東京理科大学最初入学典禮舉行。
  - 7月 由財團法人東京物理学校改名為財團法人東京物理学園。
- 1950年（昭和25年）3月 農業理科学科廃止。
- 1951年（昭和26年）
  - 3月1日 伴隨私立学校法、財團法人東京物理学園改組為学校法人東京物理学園[6]。
  - 3月10日 東京物理学校最後的畢業典禮（第100回卒業式）舉行。
  - 3月31日 專門学校東京物理学校廢校[7]。
- 1957年（昭和32年） 関門制度（2年次進級之際、特定科目（関門科目）的修習成為義務、4年次以畢業研究的履修資格為基礎、畢業前需要修習指定學分上限）導入。
- 1958年（昭和33年）
  - 国分寺校地向東芝售出。
  - 4月1日 大学院理学研究科（碩士課程）設置[8]。
- 1960年（昭和35年）4月1日 藥学部設置[9]。
- 1962年（昭和37年）4月1日 工学部設置[10]。
- 1966年（昭和41年） 野田校舍（現在の野田校園）竣工、工学部的一部份在此設置。
- 1967年（昭和42年）4月1日 在野田校舎設置理工学部[11]。
- 1976年（昭和51年）4月1日 在神樂坂校舍設置以工学部（夜間部）為基礎的工学部第二部[12]。
- 1987年（昭和62年）4月1日 在野田校舍設置基礎工学部[13]。
- 1988年（昭和63年）4月 改名為学校法人東京理科大学。
- 1993年（平成5年）4月1日 久喜校舍竣工。在該校舍設置經營学部[14]。
- 1997年（平成9年）4月1日 在久喜校舍、以大学院碩士課程為基礎、經營学研究科設置。
- 2001年（平成13年） 英語表記由Science University of Tokyo變更為Tokyo University of Science。
- 2002年（平成14年）4月1日 理学部的應用数学科改組為数理情報科学科。
- 2003年（平成15年）4月1日 藥学部由神樂坂校舍向野田校舍移轉。
- 2004年（平成16年）7月 在九段的旧都市基盤整備公團的土地及建築物取得（九段校舍）。與神樂坂校園組成2校舍体制。
- 2006年（平成18年）4月1日 藥学部藥学科向6年制移行。
- 2009年（平成21年）
  - 3月26日 葛飾区的新校園用地、約30000平米的土地轉讓契約締結。
- 2013年（平成25年）4月1日 葛飾区新宿新校園完成。

## 學部與大學院

### 學部
- 理學部第一部
  - 数学科（S科）
  - 物理学科（B科）
  - 化学科（K科）
  - 应用数学科（OS科）
  - 应用物理学科（OB科）
  - 应用化学科（OK科）
- 理學部第二部
  - 数学科（2S科）
  - 物理学科（2B科）
  - 化学科（2K科）
- 工學部
  - 建筑学科（A科）
  - 工业化学科（C科）
  - 电气工学科（E科）
  - 情报工学科（I科）
    - 人类·情报工学课程（三年生分流）
    - 系统数理工学课程（三年生分流）

  - 机械工学科（M科）
- 藥學部
  - 药学科（YP学科，六年制）
  - 生命创药科学科（YM学科，四年制）
- 理工學部
  - 数学科（MA科）
  - 物理学科（PH科）
  - 情报科学科（IS科）
  - 应用生物科学科（BS科）
  - 建筑学科（AR科）
  - 先端化学科（CA科）
  - 电气电子情报工学科（EE科）
  - 经营工学科（IA科）
  - 机械工学科（ME科）
  - 土木工学科（CV科）
- 基礎工學部
  - 电子应用工学科（TE科）
  - 材料工学科（TM科）
  - 生物工学科（TB科）
- 经营學部
  - 经营学科（MS科）
  - 商务经济学科（BE科）

### 研究科（大學院）
- 理學研究科
- 工學研究科
- 藥學研究科
- 理工學研究科
- 基礎工學研究科
- 经营學研究科
- 生命科學研究科
- 創新管理研究科
- 国际火灾科学研究科

### 所在地
- 神乐坂校区（神樂坂校舎：東京都新宿区神樂坂1-3／九段校舎：東京都千代田区九段北1-14-6）
- 野田校区（千葉縣野田市山崎2641）
- 久喜校区（埼玉縣久喜市下清久500（已废除））
- 长万部校区（北海道山越郡長万部町字富野102-1）
- 葛饰校区（東京都葛飾区新宿6-3-1）

### 交流院校
- 首都大学院コンソーシアム協定（2002年締結）
- 私工大懇話会（图书馆互通协议）
- 包括連携協定
  - 信州大学（1996年締結）
  - 顺天堂大学（2002年締結）[15]
  - 筑波大学（2009年締結）[16]
  - 大阪大学（2016年締結）[17]
  - 东京大学（2018年締結）[18]
- 国际学术交流
  -  
    - 高丽大学、首尔大学（仅经营学部）、中央大学校（部局間協定・BK21）

  -  中国
    - 上海交通大学、西安交通大学、浙江大学（仅理学部第一部，理学部第二部）、同济大学（部分学科）、东南大学、天津大学、西北工业大学、新疆大学、北京科技大学、南京理工大学、中国石油大学[需要消歧义]

  -  臺灣
    - 国立台湾科技大学

  -  印度尼西亞
    - 萬隆理工學院

  -  泰國
    - 清邁大學

  -  俄羅斯
    - 莫斯科動力學院

  -  英国
    - ルネル大学、曼徹斯特大學（国際化推進センター間）、金斯頓大学（部局間協定・火災爆発研究センター）

  -  爱尔兰
    - アルスター大学

  -  瑞典
    - 隆德大学

  -  法國
    - 斯特拉斯堡大学

  -  德国
    - 羅斯托克大學、ヴィスマール専門大学、レーゲンスブルク応用科学大学、耶拿工業大學

  -  義大利
    - パドヴァ大学、ローマ・トル・ヴェルガータ大学、モデナ・レッジョ・エミーリア大学

  -  西班牙
    - ハエン大学

  -  羅馬尼亞
    - ブカレスト工科大学

  -  波蘭
    - アダム・ミツキェヴィチ大学、ニコラス・コペルニクス大学

  -  美国
    - 马里兰大学学院市分校、加利福尼亚大学圣塔巴巴拉分校、加利福尼亚大学圣克鲁斯分校、加利福尼亚大学戴维斯分校、俄亥俄州立大学、波特兰州立大学、康涅狄格大学

  -  加拿大
    - 滑铁卢大学

## 知名教授
- 藤嶋昭 - 現任校長，本多-藤嶋效應（日语：本多-藤嶋効果）的發現者
- 淺島誠 - 現任副校長，活化素的發現者
- 谷口紀男（日语：谷口紀男） - 原教授，奈米科技概念的首倡者
- 向山光昭（英语：Teruaki Mukaiyama） - 原教授，有機化學大師，發現向山羥醛反應
- 梶田隆章 - 物理学者、理工学部物理学科非常勤讲师、東京大学特别荣誉教授、2015年诺贝尔物理学奖获奖者之一。

## 知名校友
- 小島保彥（日语：小島保彦） - 干擾素蛋白質的發現者
- 大村智 - 諾貝爾生理學或醫學獎、羅伯·柯霍獎、盖尔德纳国际奖得主，北里大學教授
- 饭田史也（日语：飯田史也） - 前苏黎世联邦理工学院副教授，现任剑桥大学副教授
- Philip M. Condit（英语：Philip M. Condit） - 前波音公司CEO
- 佐藤毅彦（日语：佐藤毅彦） - JAXA宇宙科学研究所教授
- 三浦透子 - 演員

## 外部連結
- 東京理科大學網站 （页面存档备份，存于）